# Laramie
Laramie é uma cidade localizada no estado norte-americano do Wyoming, no Condado de Albany.

"Laradise," como os habitantes locais costumam chamá-la, é a cidade sede da Universidade do Wyoming. Possui 30.000 habitantes e se localiza numa montanha a aproximadamente 2.200 metros acima do nível do mar.

## Geografia
De acordo com o United States Census Bureau, a cidade tem uma área de 46 km², onde 45.95 km² estão cobertos por terra e 0.05 km² por água.

### Localidades na vizinhança
O diagrama seguinte representa as localidades num raio de 60 km ao redor de Laramie.

## Demografia
Segundo o censo nacional de 2010, a sua população é de 30 816 habitantes e sua densidade populacional é de 670,7 hab/km². É a terceira cidade mais populosa do Wyoming. Possui 14 307 residências, que resulta em uma densidade de 311,38 residências/km².